# Puccinia aegopogonis
Puccinia aegopogonis ist eine Ständerpilzart aus der Ordnung der Rostpilze (Pucciniales). Der Pilz ist ein Endoparasit von Wasserdost sowie der Süßgrasgattung Aegopogon. Symptome des Befalls durch die Art sind Rostflecken und Pusteln auf den Blattoberflächen der Wirtspflanzen. Sie ist in Süd- und Mittelamerika verbreitet.

## Merkmale

### Makroskopische Merkmale
Puccinia aegopogonis ist mit bloßem Auge nur anhand der auf der Oberfläche des Wirtes hervortretenden Sporenlager zu erkennen. Sie wachsen in Nestern, die als gelbliche bis braune Flecken und Pusteln auf den Blattoberflächen erscheinen.

### Mikroskopische Merkmale
Das Myzel von Puccinia aegopogonis wächst wie bei allen Puccinia-Arten interzellulär und bildet Saugfäden, die in das Speichergewebe des Wirtes wachsen. Die Spermogonien der Art sind kurzzylindrisch. Die Aecien der Art besitzen 19–36 × 15–26 µm große, eckig-kugelige bis ellipsoide, hyaline Aeciosporen mit runzliger Oberfläche. Die gelbbraunen Uredien der Art wachsen meist unterseitig auf den Blättern der Wirtspflanze. Ihre gelben bis goldenen Uredosporen sind für gewöhnlich breitellipsoid, 24–29 × 22–25 µm groß und fein stachelwarzig. Die meist blattunterseitig und auf Hüllrohren wachsenden Telien der Art sind schwärzlich, klein und früh unbedeckt. Die haselnussbraunen Teliosporen des Pilzes sind zweizellig, horizontal bis vertikal septiert, in der Regel breitellipsoid und 27–31 × 23–28 µm groß. Ihre Stiele sind gelblich und bis zu 55 µm lang.

## Verbreitung
Das bekannte Verbreitungsgebiet von Puccinia aegopogonis reicht von Mexiko über Guatemala bis ins nördliche Südamerika.

## Ökologie
Die Wirtspflanzen von Puccinia aegopogonis sind für den Haplonten Wasserdoste (Eupatorium spp.) sowie Aegopogon cenchroides und A. tenellus für den Dikaryonten. Der Pilz ernährt sich von den im Speichergewebe der Pflanzen vorhandenen Nährstoffen, seine Sporenlager brechen später durch die Blattoberfläche und setzen Sporen frei. Die Art verfügt über einen Entwicklungszyklus mit Telien, Uredien, Spermogonien und Aecien und macht einen Wirtswechsel durch.